# ويتني دونكان ماكميلان
ويتني دونكان ماكميلان (بالإنجليزية: Whitney Duncan MacMillan)‏ هو شخصية أعمال أمريكي، ولد في 5 يوليو 1930، وتوفي في 31 أكتوبر 2006 في جوبيتر في الولايات المتحدة.